# 2600: The Hacker Quarterly
2600: The Hacker Quarterly is een Amerikaans tijdschrift dat zich specialiseert in technologie- en computer-gerelateerde zaken. Ze publiceren met name over hacking en computer "underground". Het magazine werd vernoemd naar de 2600 hertz toon die in de jaren 60 door phreakers werd gebruikt.